# هارون بروكس (لاعب كرة قاعدة)
هارون بروكس (بالإنجليزية: Aaron Brooks)‏ هو لاعب كرة قاعدة أمريكي، ولد في 27 أبريل 1990 في سان بيرناردينو في الولايات المتحدة.

## وصلات خارجية
- هارون بروكس على موقع دوري كرة القاعدة الرئيسي (الإنجليزية)
- هارون بروكس على موقع دوري كوريا الجنوبية لكرة القاعدة (الإنجليزية)
- هارون بروكس على موقعبيزبول رفرنس.كوم (الدوري الرئيسي) (الإنجليزية)
- هارون بروكس على موقعبيزبول رفرنس.كوم (الدوري الثانوي) (الإنجليزية)
- هارون بروكس على موقع إي إس بي إن.كوم (أم.أل.بي) (الإنجليزية)
- هارون بروكس على موقع مشجعي الرسوم البيانية (الإنجليزية)